# Teddy Lussi-Modeste
Teddy Lussi-Modeste (La Tronche, 25 marzo 1978) è un regista e sceneggiatore francese.

## Biografia
Cresciuto in una comunità rom in Francia, ha studiato all'Università di Grenoble per poi iscriversi alla scuola di cinema La Fémis, nel corso di sceneggiatura, presso la quale si è laureato nel 2004 col suo primo cortometraggio, Embrasser les tigres.
Nel 2017, col suo secondo film, Il prezzo del successo, ha raccontato la storia di un giovane comico di umili origini che raggiunge il successo e proprio per questo si scontra con la sua famiglia, ammettendo di essersi ispirato alla propria: «ho avuto un'istruzione superiore, cosa relativamente rara nella comunità gitan. Quando sono entrato a far parte a La Fémis e poi ho realizzato il mio primo film, i miei parenti pensavano che sarei diventato ricco e si aspettavano che li ricompensassi, come se avessi un debito nei loro confronti».

## Filmografia

### Regista e sceneggiatore
- Embrasser les tigres – cortometraggio (2004)
- Dans l'œil – cortometraggio (2007)
- Je viens – cortometraggio (2009)
- Jimmy Rivière (2011)
- Il prezzo del successo (Le Prix du succès) (2017)
- Silenzio! (Pas de vagues) (2024)

### Solo sceneggiatore
- Un'estate con Sofia (Une fille facile), regia di Rebecca Zlotowski (2019)
- Jeanne du Barry - La favorita del re (Jeanne du Barry), regia di Maïwenn (2023)